# Sankt Gertruds Stræde
Sankt Gertruds Stræde er en gade i Indre By i København, der går fra Kultorvet til Rosenborggade. Gaden er opkaldt efter et kapel og et hospital, der var opkaldt efter de rejsendes skytshelgen Sankt Gertrud. Det kendes fra 1443 og lå ved det sted, hvor Kultorvet senere blev anlagt. Der var også en kirkegård, hvor adelsmanden Torben Oxe blev henrettet i 1517. Hospitalet blev nedlagt i 1530. Det nuværende gadenavn kendes fra 1620.
I middelalderen gik Københavns volde på tværs af den nuværende gade. Der er stadig en forhøjning midt på gaden fra dengang. Gaden var formentlig en forlængelse af Købmagergade, men efter at Frederiksborggade blev anlagt i 1670'erne mistede den sin betydning. Kvarteret blev efterfølgende hårdt ramt under Københavns brand 1728. Ved genopbygningen blev en del af gaden inddraget i det nydannede Kultorvet. Langs den resterende del af gaden opførtes de såkaldte ildebrandshuse, hvoraf flere stadig står.

## Bygninger
Ejendommen Sankt Gertruds Stræde 1-1A / Kultorvet 14 består af to forhuse og en hjørnebygningen. Hjørnebygningen blev opført med to etager for tømmermand Christen Sørensen mellem 1730 og 1734. I 1788-1793 blev det forhøjet med en ekstra etage til gaden og to til gården. Den er sammenbygget med det første forhus, der blev opført med to etager mellem 1734 og 1776. Det blev tilsvarende forhøjet med to etager mod gaden og tre mod gården mellem 1788 og 1793. Det andet forhus blev opført med fire etager for hørkræmmer Lars Hansen Møller mellem 1776 og 1788. Det blev forhøjet med en femte etage i 1850.
Nr. 3 er et gult fireetages borgerhus, der blev opført i 1844. Det blev fredet i 1979.
Den femetages ejendom Sankt Gertruds Stræde 5 / Rosenborggade 4-8 er nærmest anlagt som en hestesko med en gård imellem, der har adgang direkte fra Sankt Gertruds Stræde. Den ene side af ejendommen har facade mod Rosenborggade, modsat gården. På den anden side støder gavlen ud til Sankt Gertruds Stræde, hvor der er indgang til nr. 5. Ejendommen blev opført for murermester Nic. Petersen i 1889. Den tilhører nu andelsboligforeningen A/B Sct. Gjertrud.
Nr. 4 er en firetages ejendom i klassicistisk stil, der blev opført for farver Joh. Wilh. Grundtvig i 1815. Det blev fredet i 1950.
Nr. 6A-E er et kompleks bestående af forhus, sidehus og baghus fra 1736-1738. Forhuset var oprindeligt to bygninger i bindingsværk, der blev opført for henholdsvis H.P. Knarup og H.J. Sandager. De blev imidlertid sammenbygget i 1778. I 1795 blev huset forhøjet til tre etager, og samtidig blev facaden grundmuret. Det nuværende udseende stammer dog fra en ombygning i 1838. Over porten er der indmuret en kanonkugle fra Københavns bombardement i 1807. Sidehuset og baghuset er begge i tre etager. Som en særlig detalje er forhuset og sidehuset forbundet med en gangbro i tredje sals højde. Komplekset blev fredet i 1950.
Nr. 8-8B er tilsvarende et kompleks, der består af to forhuse, to sidehuse og et baghus. Det ene forhus er en hvid treetages bygning, der blev opført for murermester Jens Nielsen Roskilde i 1735. Den røde nabo blev opført for bødkermester Lars Nielsen samme år. Det var oprindeligt kun i to etager men blev forhøjet med en ekstra etage i slutningen af 1800-tallet. Her bemærkes en tagkvist med tre glughuller. Nielsen stod også for den ene af sidehusene, der blev opført i 1735. Det andet sidehus og baghuset blev opført i slutningen af 1700-tallet. De tre bygninger var oprindeligt i to etager men blev forhøjet med en ekstra etage i slutningen af 1800-tallet. Hele komplekset blev fredet i 1950.
Nr. 10 består af et forhus, to sidehuse og et baghus. Forhuset blev opført mellem 1730 og 1757. Det var oprindeligt i to etager men blev forhøjet med en ekstra etage i 1866. Det ene sidehus er jævnaldrende. Det er i to etager med undtagelse af et enkelt fag op mod forhuset, hvor der er en ekstra etage. Det andet forhus er en toetages bygning, der blev opført for farver K. Lind i 1826. Baghuset blev opført som en toetages bygning mellem 1730 og 1757 men forhøjet med en ekstra etage i 1861. Dette kompleks blev også fredet i 1950.